# Programa Discovery

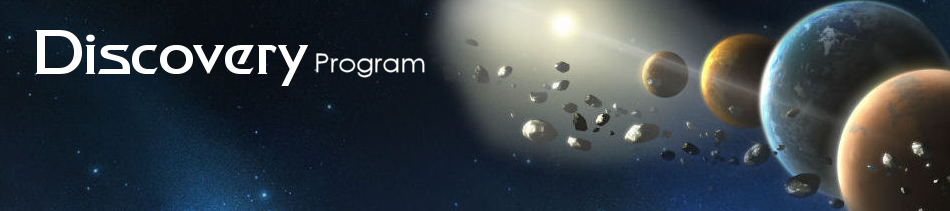
Capçalera del lloc web del programa Discovery (gener de 2016)

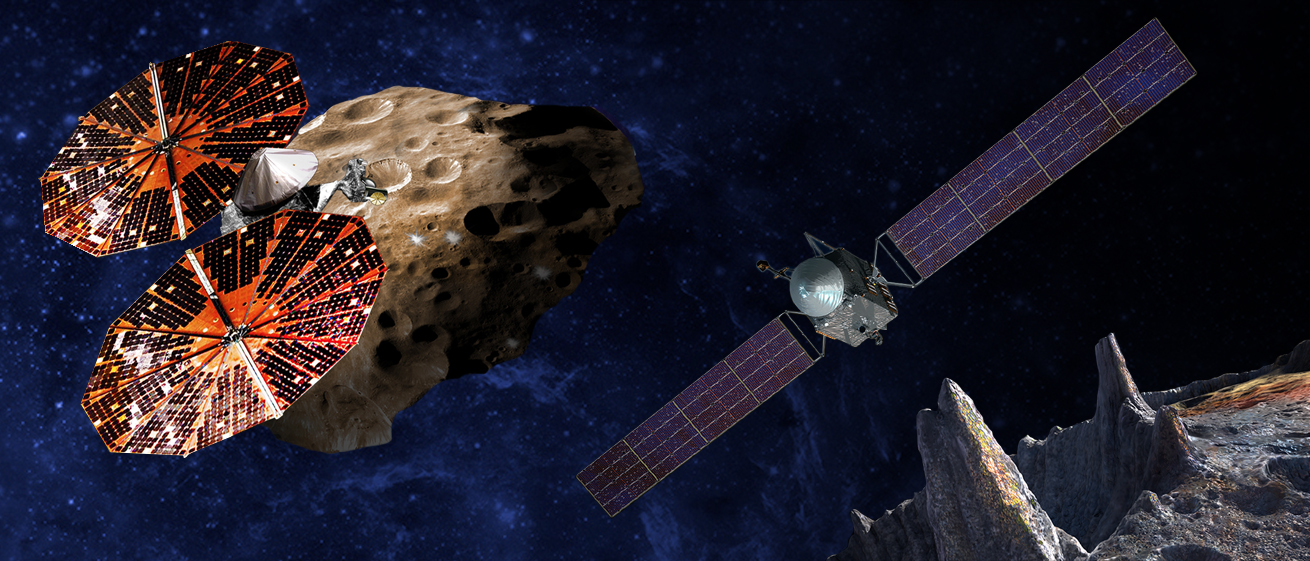
Representacions de les missions de Lucy i Psyche

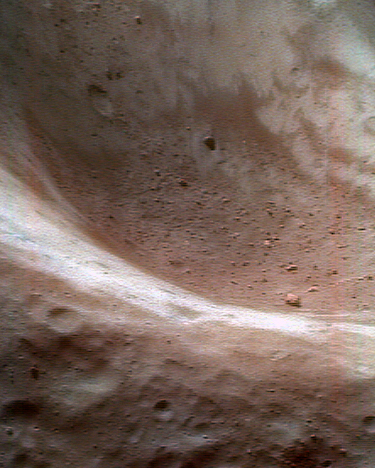
Regolita de l'asteroide Eros, tal com es veu per la missió NEAR Shoemaker del programa Discovery

El programa Discovery de la NASA (similar als programes «New Frontiers» i «Explorer») és una sèrie de missions espacials de baix cost dedicades a explorar tot el sistema solar. Va ser fundat el 1992 amb l'objectiu d'implementar la visió sobre les missions espacials, del llavors administrador de la NASA Daniel S. Goldin, el qual era:“més ràpid, molt millor i més barat”. Les missions del programa diferien de les tradicionals, les quals ja tenien objectius prèviament especificats. En comptes d'això, aquestes missions de pressupost ja cobert, són proposades i dirigides per un científic conegut com l'investigador principal. Els equips que realitzen les propostes, poden estar conformats per persones d'indústries, negocis, laboratoris governamentals o universitats de qualsevol lloc. No obstant això, aquestes propostes passen per un procés de selecció molt estricte abans de ser aprovades. Cal destacar que totes les missions del programa Discovery completades, són assoliments summament importants per a la ciència i enriqueixen el coneixement previ sobre el sistema solar.
La NASA també accepta propostes per al selectiu Programa de Missions de Descobriment d'Oportunitats. Aquest programa dona l'oportunitat a qualsevol de participar en missions que no són de la NASA mitjançant la inversió de capital per al desenvolupament d'instruments científics o maquinari del mateix, així com per trobar nous objectius per al material espacial de la NASA ja existent. Aquestes convocatòries són regulades pel Programa Independent d'Oportunitats de la NASA.

## Història
El 1989, la Divisió d'Exploració del Sistema Solar (SSED per les seves sigles en anglès) va començar a desenvolupar una sèrie de tallers diferents en les instal·lacions de la NASA per poder definir un nou tipus d'estratègia d'exploració per a l'any 2000. Aquests van incloure a un Grup de Missions Espacials Petites (SMPG per les seves sigles en anglès), el qual tenia com a missió idear objectius fonamentals per a missions de baix cost que permetessin la solució a preguntes científiques específiques, en un període determinat. Poc temps després, va ser sol·licitat una anàlisi ràpida per a una missió de gran potencial, de la qual van sorgir els estàndards bàsics en 1990 pel que seria el futur programa. Aquest va ser batejat com "Discovery". Es va crear una sèrie de conceptes que poguessin ser implementats com a programes de baix cost, sent el 'Contacte d'Asteroides Propers a la Terra'(NEAR per les seves sigles en anglès) la primera missió a implementar aquests conceptes. El 17 de febrer de 1996, la missió NEAR es va convertir en la primera a ser llançada pel Programa Discovery. La missió Mars Pathfinder que va ser llançada en 4 de desembre de 1996, va demostrar tenir un gran nombre d'avanços innovadors, efectius i econòmics per al disseny d'infraestructura espacial i per a missions planetàries, així com la inclusió de borses d'aire, les quals van permetre que l'astromòbil Sojourner aterrés de forma més segura.

### Missions independents

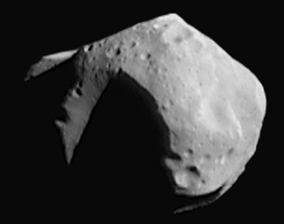
Asteroide 253 Mathilde

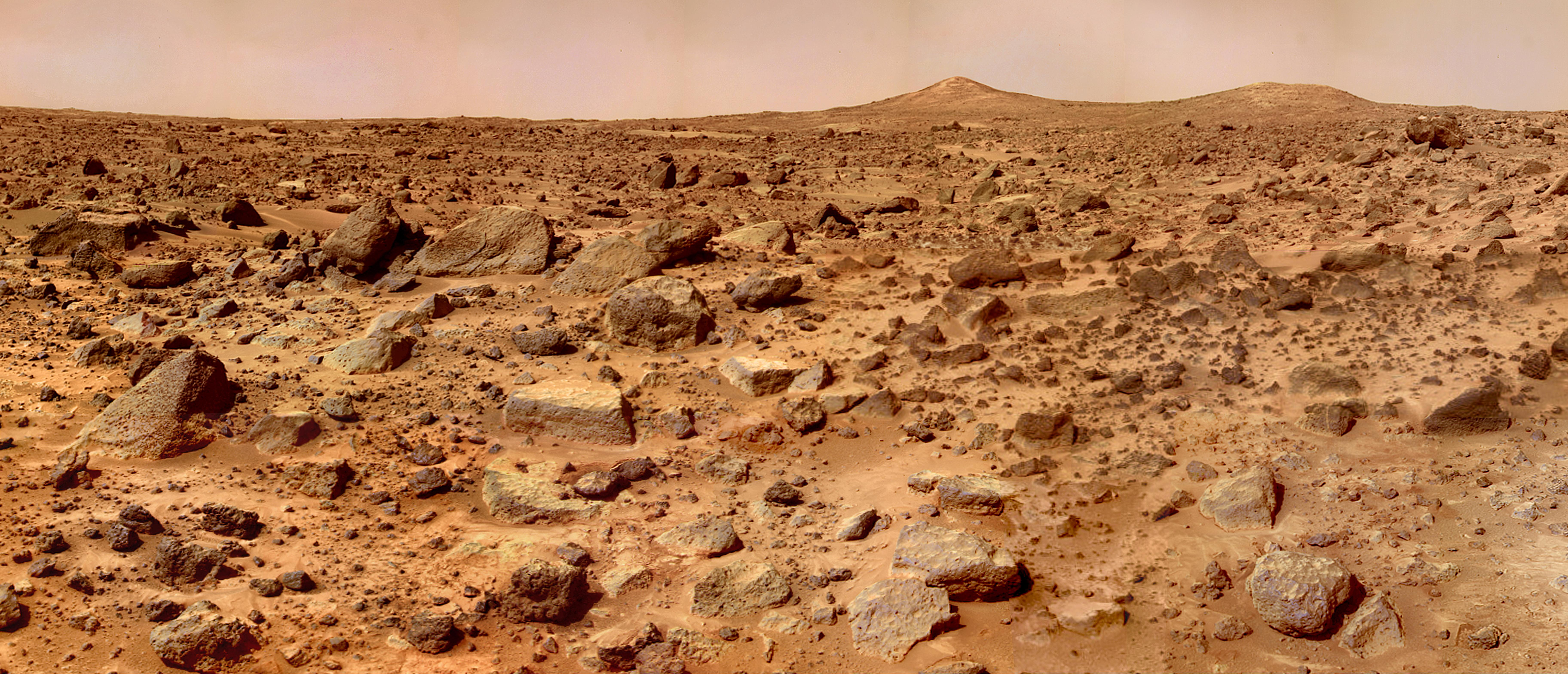
Vista del Mars Pathfinder

Animació de la rotació del 433 Eros.

- NEAR Shoemaker (Missió #1): va ser una missió per estudiar l'asteroide 433 Eros. Llançat el 17 de febrer de 1996, l'artefacte va entrar en l'òrbita d'Eros el 2000 i va aterrar reeixidament sobre la seva superfície un any després. Va complir satisfactòriament la seva missió principal. El científic encarregat del projecte va ser Andrew Chang del Laboratori de Físiques Aplicades de la Universitat de Johns Hopkins.
- Mars Pathfinder (Missió #2): va ser una missió destinada a desplegar el Sojourner sobre la superfície de Mart. Llançada el 1996, va aterrar el 4 de juliol de 1997. Va complir el seu objectiu principal. L'investigador principal va ser Matthew Golombek del Jet Propulsion Laboratory de la NASA.
- Lunar Prospector (Missió #3): va ser una sonda lunar enviada per analitzar la mineralogia de la Lluna. Llançada el 1998, va estar 1 any i mig en la seva òrbita. Va completar la seva missió principal i va ser estavellat en la superfície de la Lluna. L'investigador principal va ser Alan Binder de l'Institut d'Investigació Lunar.
- Stardust (Missió #4): va ser una missió llançada per recol·lectar pols interestel·lar i pols de les partícules del nucli del cometa 81P/Wild per ser estudiades a la Terra. Llançat el 1999, va recollir reeixidament mostres entre els anys 2000 a 2004, per després retornar la mostra encapsulada a la Terra el 15 de gener del 2006. La càpsula es troba ara en el National Air and Space Museum a Washington D. C. Científics de tot el món estudien les mostres, mentre que existeixen voluntaris que ara busquen pols interestel·lar mitjançant el Projecte Stardust@home. L'artefacte ara ha estat reassignat a una nova missió reanomenada Stardust-NEXT. L'investigador principal va ser Donald Brownlee de la Universitat de Washington.
- Genesis (Missió #5): va ser una missió que va consistir a recol·lectar partícules carregades de vent solar per a la seva anàlisi a la Terra. Llançada en el 2001, va recollir vent solar entre els anys 2002-2003. El setembre del 2004, el paracaigudes de la càpsula que contenia les mostres no es va desplegar, per la qual cosa la càpsula es va estavellar en el desert de Utah. No obstant això, les mostres del vent solar van poder ser rescatades, i ara estan sent estudiades. Deixant de banda l'aterratge fallit, la missió Genesis va complir amb els seus objectius. L'investigador principal va ser Donald Burnett de l'Institut de Tecnologia de Califòrnia.
- Comet Nucleus Tour (CONTOUR) (Missió #6): va ser una missió fallida, la qual va consistir a visitar i estudiar el cometa Encke i el cometa Schwassmann-Wachmann-3. Va ser llançada el 3 de juliol del 2002. Sis setmanes després del llançament, va haver-hi un intent de dur a terme una maniobra premeditada per dirigir la sonda fora de l'òrbita terrestre, cap al cometa, durant la qual l'artefacte es va perdre. La investigació va concloure que la raó per la qual es va perdre es va deure a una fallada estructural de l'artefacte a causa del sobreescalfament del motor del coet.[2][3] Investigacions posteriors van revelar que s'havia trencat almenys en 3 diferents peces, la qual cosa va ocasionar un error estructural en el motor del coet al moment en el qual aquest anava a donar el salt entre l'òrbita terrestre i la del cometa.

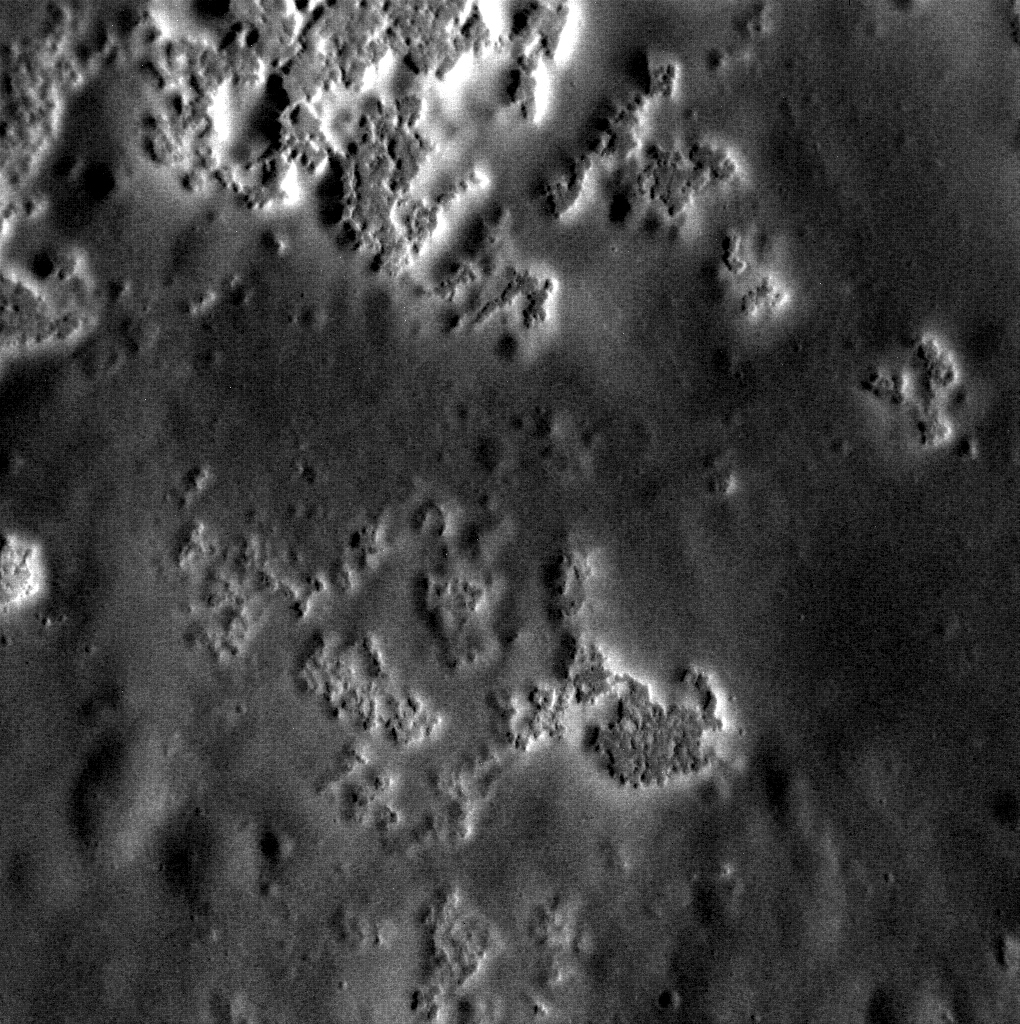
Imatge de la MESSENGER dels buits superficials de Mercuri a Sholem Aleichem.

- MESSENGER (Missió #7) (Superfície, Ambient Espacial, Geoquímica i Distància de Mercuri): va ser el primer estudi que es va dur a terme sobre el planeta Mercuri. Els objectius científics del MESSENGER van consistir a proveir imatges de tot el planeta, així com recol·lectar informació sobre la seva composició i estructura, la història geològica, la naturalesa de la seva prima atmosfera i la seva magnetosfera activa, i la composició del seu nucli i materials polars. Va ser llançat el 3 d'agost del 2004 i va entrar en l'òrbita de Mercuri el 18 de març del 2011. La seva missió primària va ser completada el 17 de març del 2012. Va aconseguir cartografiar el 100% de tot Mercuri el 6 de març del 2013, i va completar un any de missió el 17 de març del 2013. Espera una aprovació per aconseguir un segon any d'exploració. La missió va tenir dues extensions més fins que la nau es va quedar sense combustible i va ser desorbitat el 30 d'abril de 2015.[5]
- Deep Impact (Missió #8): va ser una missió on una astronau desplegaria un artefacte en el camí del cometa Tempel 1. Llançat el gener del 2005, l'impacte va ocórrer el 4 de juliol del mateix any. Després del reeixit compliment de la missió, l'astronau va ser posada en hibernació per després ser reactivada, amb una nova missió anomenada EPOXI. L'investigador principal va ser Michael A'Hearn de la Universitat de Maryland.
- Dawn (Missió #9): va ser llançada el 27 de setembre del 2007, amb l'objectiu d'estudiar 2 objectes massius del Cinturó d'Asteroides (el protoplaneta Vesta i el planeta nan Ceres). L'estudi de Vesta es va completar al setembre del 2012, per després dirigir-se a Ceres, on es va estimar arribaria el febrer del 2015.[6][7] Usa electricitat solar i hèlixs iòniques per orbitar entre tots dos asteroides en una sola missió, cosa que mai s'havia intentat abans.

Matriu de sensors d'imatge de la Kepler.

- Kepler (Missió # 10): és un observatori espacial amb la tasca d'explorar l'estructura i diversitat dels sistemes exoplanetaris, fent èmfasis en la detecció de planetes de la grandària de la Terra en òrbita, al voltant d'estels fora del nostre Sistema Solar.[8] Va ser llançat el 7 de març del 2009.[9]
- Gravity Recovery and Interior Laboratory, (GRAIL per les seves sigles en anglès) (Missió #11): proveeix un mapatge d'alta qualitat de la gravetat de la Lluna per determinar la seva estructura interior; va ser llançat al setembre del 2011.[10] L'investigador principal és Maria Zuber del Institut Tecnològic de Massachusetts. El GRAIL va ser estavellat contra la Lluna el 17 de desembre del 2012.

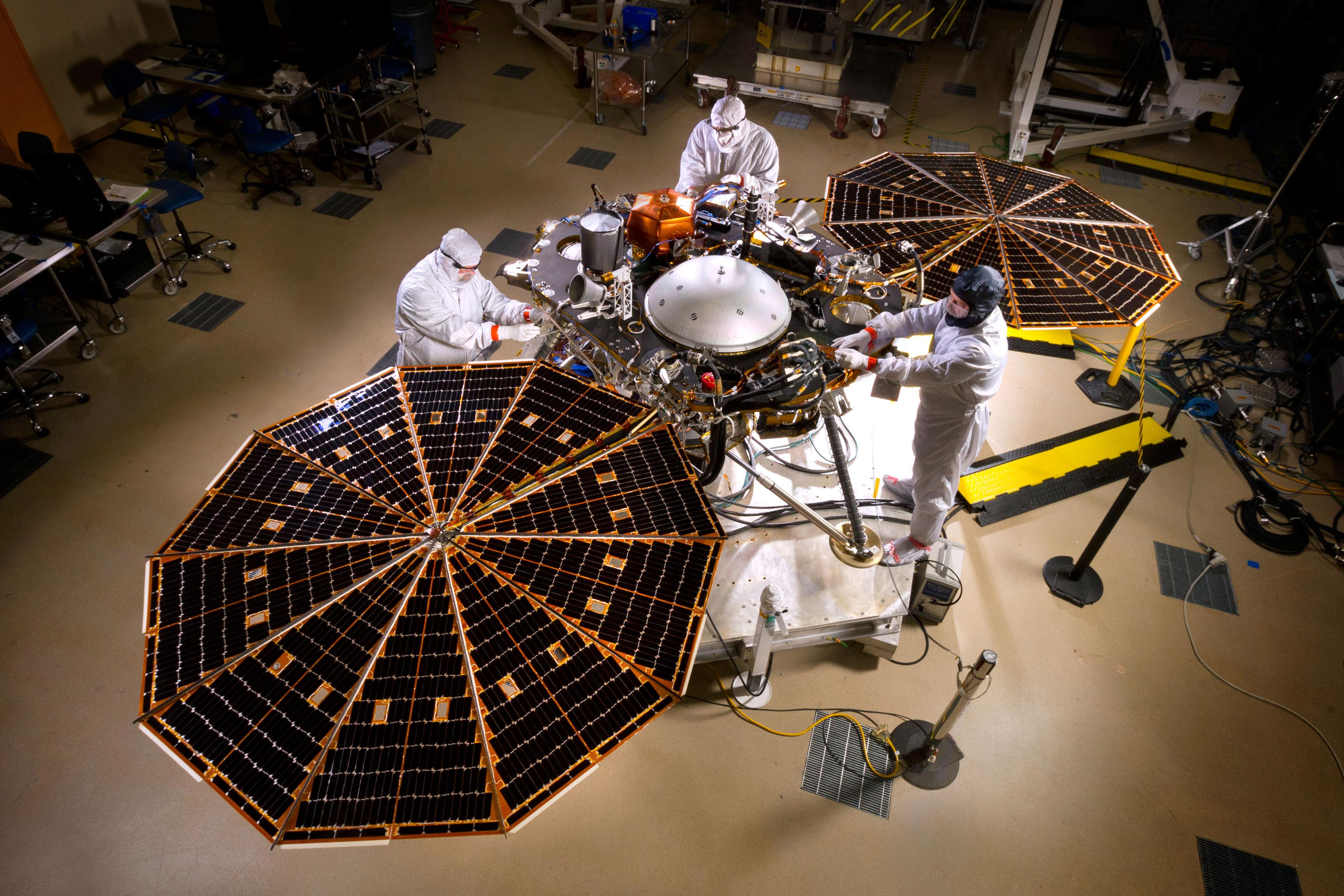
Muntatge del mòdul de descens Insight (abril 2015, NASA)

- InSight (Missió #12), un mòdul de descens dedicat a estudiar l'estructura i composició de l'interior de Mart i avançar els coneixements de la formació i evolució dels planetes tel·lúrics.[11] Es va conèixer per primer cop com a proposta de missió d'oportunitat pel llançament el 2018, sota la selecció de propostes de missions Discovery que va començar el 7 de juny del 2010. 28 propostes van ser inscrites, i el 5 de maig del 2011 3 van ser escollides per al seu estudi.[12] Seguint els dissenys prèviament fets, la missió InSight va ser seleccionada l'agost del 2012. Els 3 finalistes van rebre finançament de tres milions de dòlars al maig del 2011 per desenvolupar els conceptes dels mateixos.[12] L'agost del 2012, InSight va ser seleccionat per al seu desenvolupament i llançament.[13] Segons la BBC, de les 28 propostes, 3 eren de la Lluna, 4 de Mart, 7 de Venus, 1 de Júpiter, 1 de troians de Júpiter, 2 de Saturn, 7 a asteroides, i 3 a cometes.[14] El seu llançament va ser posposat del 2016 al 2018.[15] L'investigador principal és W. Bruce Banerdt del Jet Propulsion Laboratory.
- Lucy (Missió #13) és una sonda dedicada a visitar els asteroides troians per poder entendre millor la formació del sistema solar.[16] Llançament programat pel 2021.[17] L'investigador principal és Harold F. Levison del Southwest Research Institute.
- Psyche (Missió #14), un orbitador destinat a visitar i estudiar l'asteroide (16) Psique, l'asteroide metàl·lic més massiu del cinturó d'asteroides, que es creu que sigui un nucli de ferro exposat d'un protoplaneta.[18] Es va llançar el 2023.

### Missions d'oportunitat
El programa atorga l'oportunitat de participar en missions alienes a la NASA mitjançant la inversió de fons per al desenvolupament d'instruments científics o parts d'aquests.
- Moon Mineralogy Mapper és un instrument dissenyat per la NASA i lloc a bord de l'orbitador de la ISRO Chandrayaan. Va ser llançat en 2008, i va ser dissenyat per analitzar l'estructura mineral de la Lluna en alta qualitat. Al setembre del 2009, es va anunciar el descobriment d'aigua, un mes després que la missió acabés. L'investigador principal va ser el Dr. Carle Pieters de la Universitat de Brown.
- Extrasolar Planet Observation and Deep Impact Extended Investigation (EPOXI per les seves sigles en anglès) va ser seleccionada en el 2007.[19] Va ser una sèrie de 2 noves missions per a l'existent Deep Impact amb l'objectiu de provar el seu èxit en el Tempel 1.
- La missió de Extrasolar Planet Observations and Characterization (EPOCH) va usar la càmera d'alta resolució del Deep Impact en el 2008 per poder caracteritzar millor als planetes extrasolars que orbiten altres estels i buscar planetes addicionals en el mateix sistema. L'investigador principal va ser el Dr. L. Drake Deming del Centre de vol espacial Goddard de la NASA.

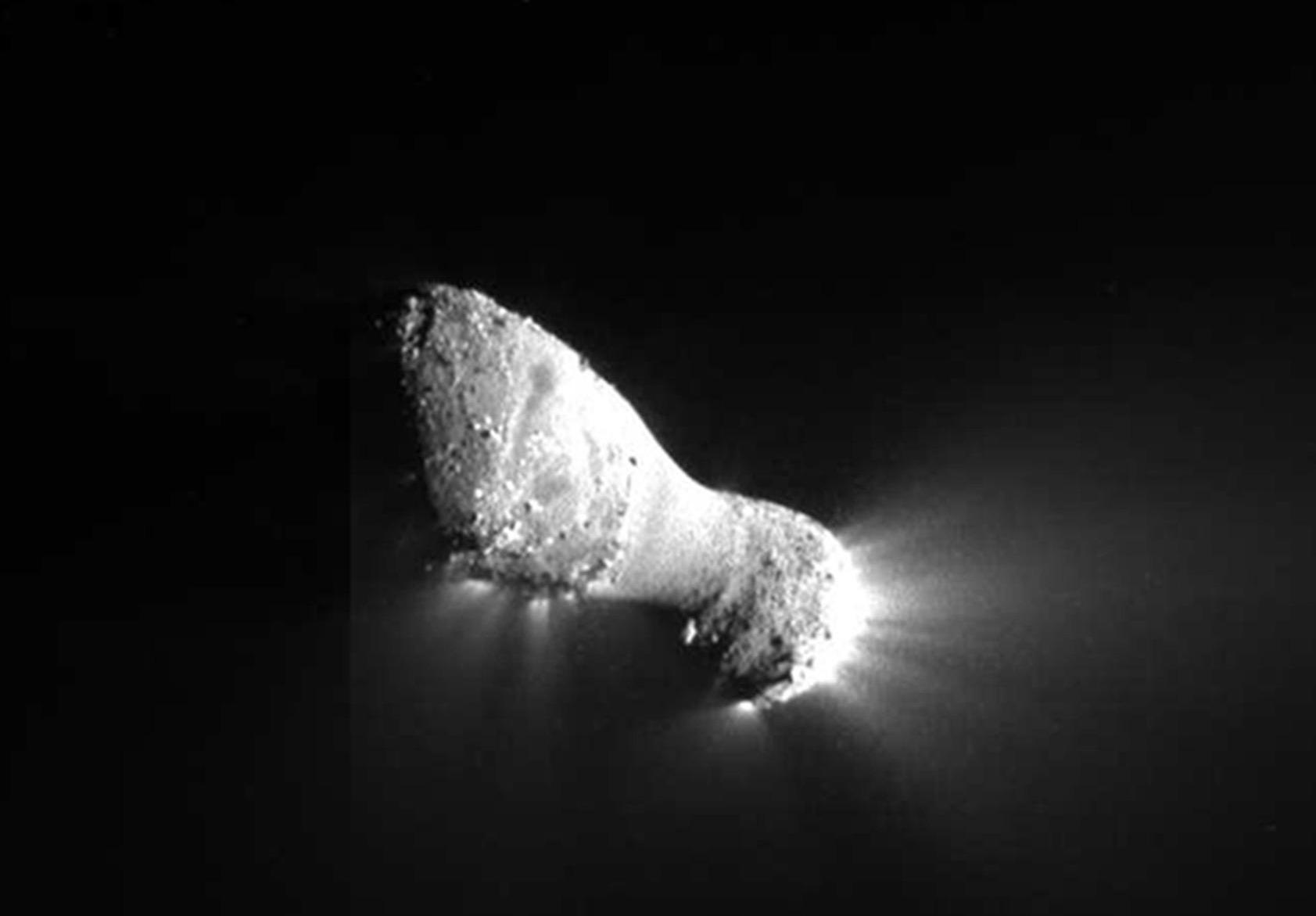
Nucli del Cometa Hartley 2

- La Deep Impact eXtended Investigation of Comets (DIXI per les seves sigles en anglès) va ser una missió on una astronau sobrevolaria un segon cometa: el Hartley 2. L'objectiu de la nau era el d'aconseguir fotos del nucli del cometa, per així poder entendre més sobre la gran diversitat d'estels que existeixen. La missió va ser un èxit, amb el major acostament a l'Hartley 2 el 4 de novembre del 2010. El Dr. Michael A'Hearn de la Universdiad de Maryland va ser l'investigador principal.
- New Exploration of Tempel 1 (NEXT per les seves sigles en anglès) va ser una nova missió pel ja existent projecte Stardust, amb l'objectiu de sobrevolar el Tempel 1 en 2011 i observar canvis, a partir del moment en què el Deep Impact arribés al juliol del 2005. Més tard en el 2005, el Tempel 1 va fer la seva aproximació més propera al Sol, la qual cosa possiblement va causar un canvi en la seva superfície. La missió es va completar reeixidament el 15 de febrer del 2011. El Dr. Joseph Veverka de la Universitat Cornell va ser l'investigador principal.
- ASPERA-3, un instrument dissenyat per estudiar la interacció entre el vent solar i l'atmosfera de Mart, forma part de l'orbitador Mars Express de l'agència espacial europea. Va ser llançat el juny de 2003, orbita el planeta des de desembre de 2003. L'investigador principal és David Winningham del Southwest Research Institute.
- Strofio[20] és un espectròmetre de masses únic part de l'instrument SERENA dins de la sonda BepiColombo/Mercury Planetary Orbiter de l'agència espacial europea. Strofio estudiarà els àtoms i molècules que componen l'atmosfera de Mercuri per revelar la composició de la superfície del planeta. Stefano Livi delSouthwest Research Institute és l'investigador principal.

### Exemples de propostes

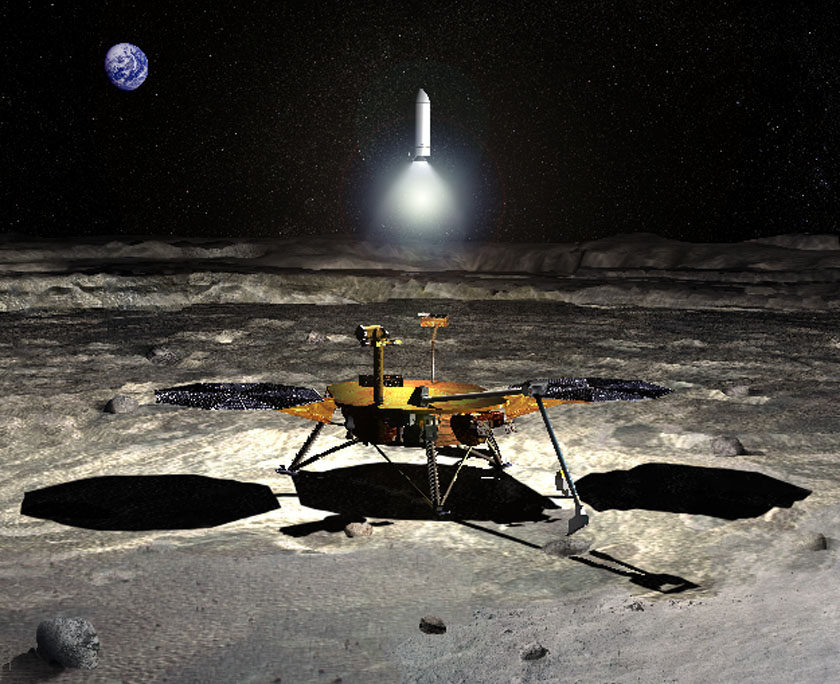
Possible configuració d'una nau lunar de retorn de mostres

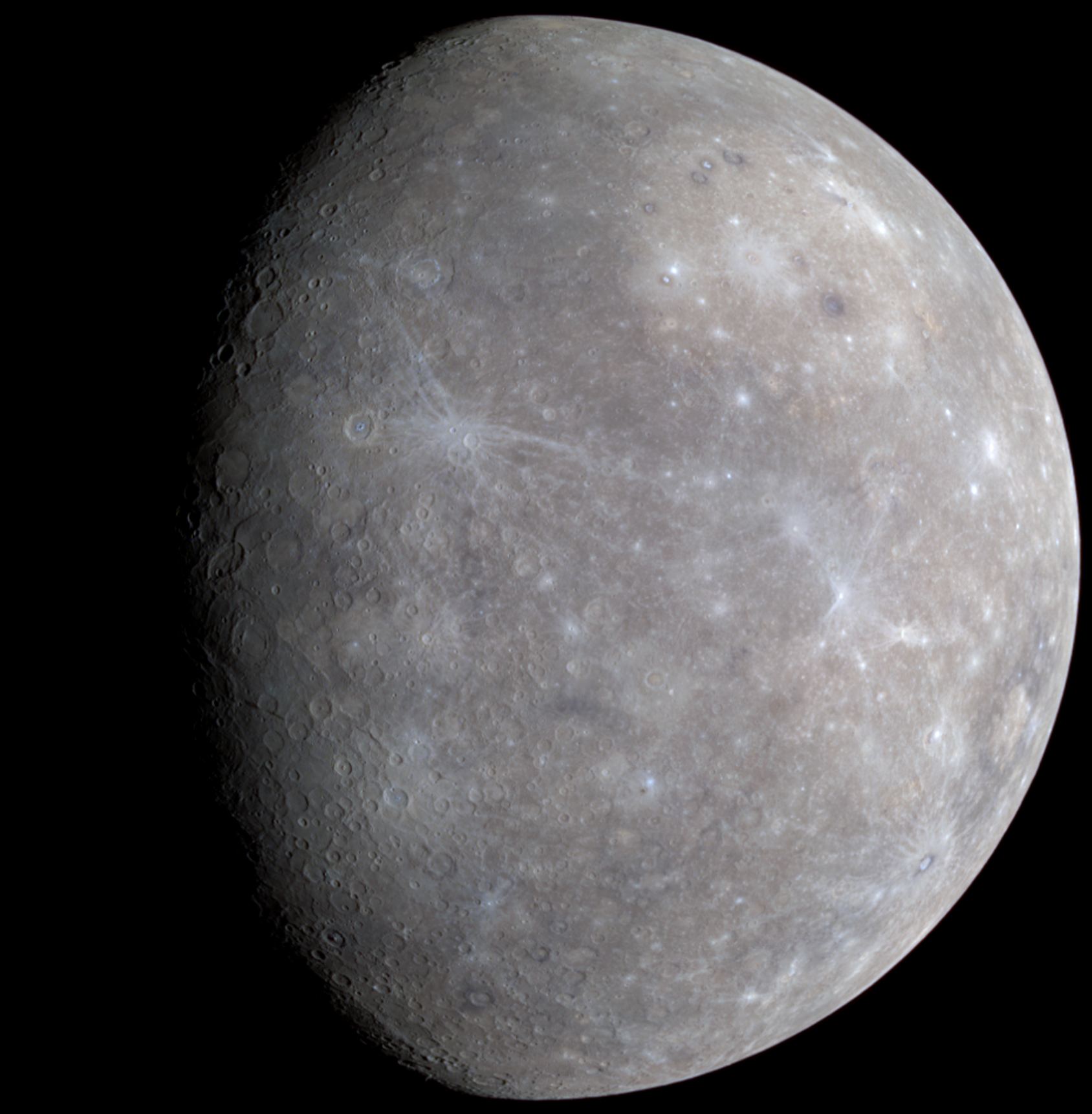
Mercuri a través de la MESSENGER

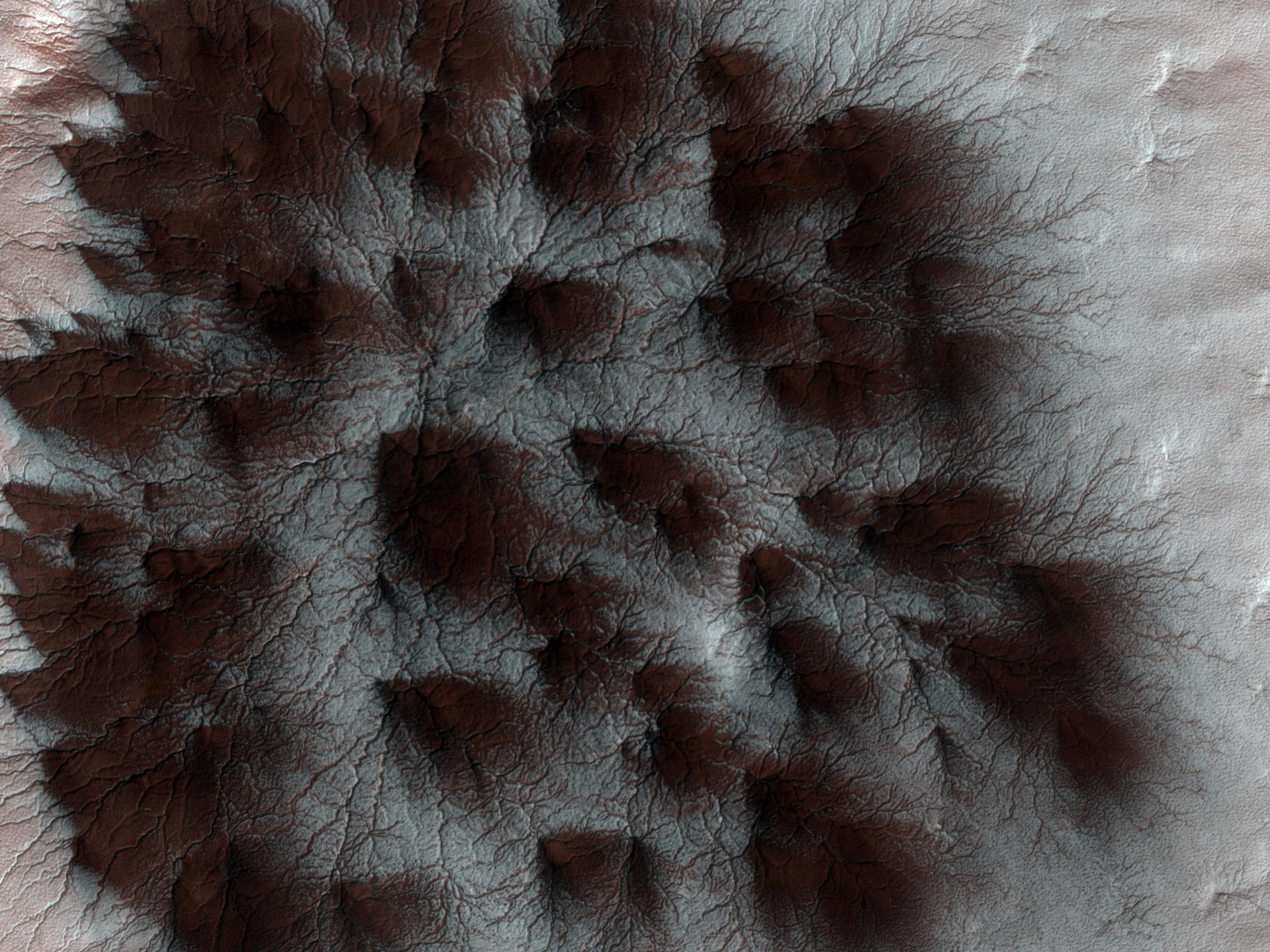
Mars Geyser Hopper investigaria les característiques 'aranya' a Mart, segons les imatges d'un orbitador. Mida de la imatge: 1 km de llargària

Quan les inversions arriben, els segueix un procés de selecció amb gairebé 2 dotzenes de conceptes. És llavors que les propostes són analitzades, i han de ser re-proposades en altres programes o seleccions diferents. Un exemple és el de la Missió Suess-Urey, la qual va ser rebutjada en favor de la reeixida missió Stardust, però que eventualment es va integrar al projecte Gènesi, mentre que una missió similar a l'INSIDE va ser posada en pràctica com el projecte Juno al programa Noves Fronteres. Alguns d'aquests conceptes es van convertir en missions actuals, o conceptes similars van passar a ser part de missions d'una altra categoria.
Alguns exemples de propostes de missions del programa Discovery inclouen:
- Whipple, observatori espacial per detectar el núvol d'Oort per mètode de trànsit
- Io Volcano Observer
- Titan Mare Explorer (TiME): astronau dissenyada per aterrar i surar en els mars de metà de la lluna de Saturn Tità.
- Comet Hopper (CHopper): estudia l'evolució dels estels, aterrant sobre un diverses vegades per poder veure la seva interacció amb el Sol.
- Pascal: una missió per poder determinar el clima en Mart.[22]
- EXOMOON: in situ, és una investigació de la lluna (duta a terme a la Terra).[23]
- PSOLHO: té com a objectiu usar la Lluna com a punt d'observació de planetes extra solars.[24]
- Suess-Urey: similar a la missió Gènesi.[21]
- Venus Multiprobe: proposat per al seu llançament en 1999, tenia com a objectiu deixar càpsules atmosfèriques en Venus para així poder regular la pressió i temperatura.[21]
- MAUDEEE (Evolució, Dinàmiques i Energia de l'Atmosfera de Mart)[25]
- Hérmes: és un orbitador de Mercuri.[26]
- Lunette:, una artefacte estacionari en la Lluna.[27]
- INSIDE Júpiter: una sonda que mitjançant mapatges magnètics permetria estudiar l'estructura interior del gran planeta.[28] La idea va ser desenvolupada i implementada en el projecte Juno al programa "Noves Fronteres".[29]
- Vesper: concepte que se centra en una sonda que permetria estudiar l'atmosfera del planeta.[30][31][32] Va ser un dels 3 conceptes a rebre fons per al seu estudi en la selecció Discovery del 2006.[31] Osiris i GRAIL van ser els altres 2, però al final GRAIL va ser el triat per ser llançat.[33]
- OSIRIS: (Interpretació d'Orígens Espectrals Identificació i Seguretat de Recursos) va ser una missió que consistia a observar i recol·lectar mostres d'un asteroide, seleccionada en el 2006 per al seu estudi.[33] Va seguir el seu desenvolupament i va ser llançada el 8 de setembre del 2016 amb el nom d'OSIRIS-REX sota el Programa New Frontiers.[34]
- Aladdin: va ser una missió de tipus investigadora, la qual havia de recollir mostres de Fobos i Deimos.[35] Va ser finalista el la selecció del 1999, planejada per ser llançada en el 2001 i el seu retorn en el 2006.[36] La recol·lecció de proves consistia a enviar projectils a les llunes per després recollir el residu.[36]
- (16) Psique: va ser una missió que consistia a visitar un asteroide fet de pur metall, més tard acceptada com a missió #14 Discovery llançat el 2023.[37]
- El Telescopi de Pols: és un observatori espacial que regula diferents propietats del pols còsmica que atrapa.[38] El telescopi de pols combinaria un sensor de trajectòria amb un espectrometro de massa, que permetés analitzar la composició elemental i fins i tot isotòpica.[38]
- Phobos Surveyor: és una missió que consisteix a desplegar una sonda en Fobos, en el qual està planejat desplegar vehicles especials a causa de la seva baixa gravetat.
- PCROSS: basat en el projecte LCROSS però en la lluna de Mart Fobos.[39]
- Merlin: una missió que posicionaria un artefacte estacionari en la lluna de Mart Deimos.[40]
- Missió de Múltiples aterratges en les llunes de Mart (M4): realitzaria múltiples aterratges en Fobos i Deimos.[41]
- Vestíbul: missió que consistia a portar mostres de Fobos i Deimos a la Terra.[42]
- Hera: és una missió de tornada de mostres d'Asteroides Propers a la Terra.[43] Coneguda com la continuació de la missió NEAR, estava dissenyada per recollir 3 mostres de 3 diferents asteroides.[44]
- Icebreaker Life: usaria la plataforma del Phoenix/InSight per carregar equip necessari per buscar Vida en Mart.[45] Inclouria un trepant per poder aconseguir el sòl de tipus ciment-gelo en les planícies del Nord a la recerca de molècules orgàniques i evidència passada o actual de Vida en Mart.[46][47]
- VEVA(Exploració de l'Atmosfera i els Volcans de Venus): és una prova atmosfèrica de Venus.[48] La clau d'aquesta és un vol de 7 dies d'un globus a través de l'atmosfera, acompanyat de petites càpsules fetes per ser desplegades en els gasos més densos de Venus.[48]
- Venus Pathfinder: és un dispositiu de rastreig de llarga durada en Venus.[49]
- RAVEN: és una missió de mapatge mitjançant una sonda amb radar de Venus.[50]
- VALOR: és una missió que consisteix a estudiar l'atmosfera de Venus mitjançant l'ús de globus.[51] Els globus bessons viatjarien al voltant de tot Venus en tan sol 8 dies terrestres.[51]
- Mars Geyser Hopper: és un dispositiu d'exploració que estudiaria durant la primavera el diòxid de carboni del Geiser Marcià oposat a les regions del pol sud de Mart.[52][53][54]
- MAGIC (Geociencia, Imatges i Escala a Centímetres de Mart): és una sonda de Mart que proveiria imatges de la superfície de 5–10 cm/píxel, aconseguint una resolució més petita de 20–40 cm.[55]
- Venus Aircraft: és un vol robòtic atmosfèric en Venus usant un sistema aeronàutic propulsat per energia solar.[56] Carregaria amb 1.5 kg d'equip científic i haurà de resistir vents molt violents, altes temperatures i una atmosfera corrosiva.[56]
- Red Dragon: és un dispositiu d'exploració i retorn de mostres.[57]
- Small Bodi Grand Tour: és una missió de trobada amb un asteroide[58]
- Comet Coma Rendezvous Sample Return: és una astronau dissenyada per trobar un cometa, fer llargues observacions del mateix (sense aterrar en ell), recol·lectar acuradament les mostres, i tornar a la Terra per al seu estudi.[59]
- Explorador Bessó Lunar: una missió geofísica de la Lluna.[60]
- Micro Exo Explorer: usaria una nova forma de propulsió micro-elèctrica, anomenada "Propulsió Micro Electro-fluïda-esprai" per viatjar a objectes propers a la Terra i aconseguir informació important.[61]
- V-STAR (Recerca de Mostres en Venus i la seva Tornada): és una missió de recol·lecció i retorn en l'atmosfera de Venus.[62][63] El retorn de les mostres de la superfície de Venus ha presentat dificultats; s'està proposant el retorn d'una mostra que se situa en la part superior de l'atmosfera.[62] El projecte consisteix en alguna cosa similar a la missió Stardust, però aquest usa una trajectòria de tornada lliure, és a dir, no entra en l'òrbita de Venus.[62]
- Retorn de la Mostra Lunar del Pol Sud: No hi ha models geològics que puguin recolzar aquest concepte o negar-ho.[64]

## Resum
Sota l'estela del programa Discovery van ser visitats asteroides, cometes, Mart, Mercuri i la Lluna. Hi va haver dues missions de retorn de mostres, una per a la pols del cometa, una altra per al vent solar i la que també es va detectar la pols interestel·lar, i un observatori centrat a trobar exoplanetes.
| Programa Discovery | Programa Discovery   | Programa Discovery      | Programa Discovery | Programa Discovery | Programa Discovery |
| ------------------ | -------------------- | ----------------------- | ------------------ | ------------------ | ------------------ |
|                    |                      |                         |                    |                    |                    |
| NEAR 1996          | Mars Pathfinder 1996 | Lunar Prospector 1998   | Stardust 1999      | Genesis 2001       | MESSENGER 2004     |
|                    |                      |                         |                    |                    |                    |
| Deep Impact 2005   | Dawn 2007            | Kepler Observatory 2009 | GRAIL 2011         | InSight 2018       | Lucy 2021          |
|                    |                      |                         |                    |                    |                    |
| Psyche 2023        |                      |                         |                    |                    |                    |

### Insígnies
Aquesta secció inclou una imatge de la majoria de les insígnies i logotips disponibles de les missions Discovery, així com l'any de llançament
| Programa Discovery | Programa Discovery   | Programa Discovery      | Programa Discovery | Programa Discovery | Programa Discovery |
| ------------------ | -------------------- | ----------------------- | ------------------ | ------------------ | ------------------ |
|                    |                      |                         |                    |                    |                    |
| NEAR 1996          | Mars Pathfinder 1996 | Lunar Prospector 1998   | Stardust 1999      | Genesis 2001       | MESSENGER 2004     |
|                    |                      |                         |                    |                    |                    |
| Deep Impact 2005   | Dawn 2007            | Kepler Observatory 2009 | GRAIL 2011         | InSight 2018       | Lucy 2021          |
|                    |                      |                         |                    |                    |                    |
| Psyche 2023        |                      |                         |                    |                    |                    |

### Llançaments
Aquesta secció inclou una imatge de la majoria de coets de les missions Discovery, així com l'any de llançament
| Programa Discovery | Programa Discovery   | Programa Discovery      | Programa Discovery | Programa Discovery | Programa Discovery |
| ------------------ | -------------------- | ----------------------- | ------------------ | ------------------ | ------------------ |
|                    |                      |                         |                    |                    |                    |
| NEAR 1996          | Mars Pathfinder 1996 | Lunar Prospector 1998   | Stardust 1999      | Genesis 2001       | MESSENGER 2004     |
|                    |                      |                         |                    |                    |                    |
| Deep Impact 2005   | Dawn 2007            | Kepler Observatory 2009 | GRAIL 2011         | InSight 2018       | Lucy 2021          |
|                    |                      |                         |                    |                    |                    |
| Psyche 2023        |                      |                         |                    |                    |                    |